# Sundochernes australiensis
Sundochernes australiensis är en spindeldjursart som beskrevs av Beier 1954. Sundochernes australiensis ingår i släktet Sundochernes och familjen blindklokrypare. Inga underarter finns listade i Catalogue of Life.